# Antonina Czartoryska
Antonina Czartoryska (* 1728 in Polen-Litauen; † 26. März 1746 in Warschau) war eine polnische Fürstin. Sie entstammte der Magnatenfamilie Czartoryski.

## Leben
Antonina war die Tochter des Großkanzlers von Litauen Michał Fryderyk Czartoryski und seiner Frau Eleonora Czartoryska. Ihr Ehemann war der Graf Georg Detlev von Flemming, den sie 1744 in Warschau heiratete. Gemeinsame Tochter des Ehepaars war die Fürstin und Mäzenin Izabela Czartoryska. Antonina verstarb kurz nach der Geburt ihrer Tochter.